# Női kajak kettes 500 méter az 1992. évi nyári olimpiai játékokon
Az 1992. évi nyári olimpiai játékokon a kajak-kenu női kajak kettes 500 méteres versenyszámát augusztus 3. és 7. között rendezték Castelldefels-ben.

## Versenynaptár
| Dátum                      | Forduló  |
| -------------------------- | -------- |
| 1992. augusztus 3., hétfő  | Előfutam |
| 1992. augusztus 5., szerda | Elődöntő |
| 1992. augusztus 7., péntek | Döntő    |

## Eredmények
Az időeredmények másodpercben értendők. A rövidítések jelentése a következő:
- Q: továbbjutás helyezés alapján
- q: továbbjutás időeredmény alapján

### Előfutamok
Az előfutamokból az összes egység az elődöntőbe került.
| Helyezés | Név                                                       | Nemzet                        | Idő      | Mj       |
| 1. futam | 1. futam                                                  | 1. futam                      | 1. futam | 1. futam |
| -------- | --------------------------------------------------------- | ----------------------------- | -------- | -------- |
| 1.       | Ramona Portwich Anke Nothnagel                            | Németország (GER)             | 1:41,82  |          |
| 2.       | Kőbán Rita Dónusz Éva                                     | Magyarország (HUN)            | 1:42,54  |          |
| 3.       | Sanda Toma Carmen Simion                                  | Románia (ROU)                 | 1:44,26  |          |
| 4.       | Anna Cox-Wood Kerri Randle                                | Ausztrália (AUS)              | 1:44,76  |          |
| 5.       | Jeanette Knudsen Yvonne Knudsen                           | Dánia (DEN)                   | 1:45,82  |          |
| 6.       | Belén Sánchez Joaquina Costa                              | Spanyolország (ESP)           | 1:46,64  |          |
| 7.       | Hege Brannsten Ingeborg Rasmussen                         | Norvégia (NOR)                | 1:49,58  |          |
| 2. futam |                                                           |                               |          |          |
| 1.       | Susanne Gunnarsson Agneta Andersson                       | Svédország (SWE)              | 1:42,23  |          |
| 2.       | Csao Hsziao-li (Zhao Xiaoli) Ning Meng-hua (Ning Menghua) | Kína (CHN)                    | 1:43,07  |          |
| 3.       | Pavlína Jobánková Jitka Janáčková                         | Csehszlovákia (TCH)           | 1:47,86  |          |
| 4.       | Kobajasi Mijuki Mutó Keiko                                | Japán (JPN)                   | 1:48,40  |          |
| 5.       | Bonka Pindzseva Marija Kicsukova                          | Bulgária (BUL)                | 1:50,04  |          |
| 3. futam |                                                           |                               |          |          |
| 1.       | Alison Herst Klara MacAskill                              | Kanada (CAN)                  | 1:43,73  |          |
| 2.       | Izabela Dylewska Elżbieta Urbańczyk                       | Lengyelország (POL)           | 1:44,43  |          |
| 3.       | Sabine Goetschy-Kleinhenz Bernadette Brégeon-Hettich      | Franciaország (FRA)           | 1:45,19  |          |
| 4.       | Irina Samoylova Galina Savenko                            | Egyesített Csapat (EUN)       | 1:46,06  |          |
| 5.       | Lesley Carstens Dene Simpson                              | Dél-afrikai Köztársaság (RSA) | 1:52,92  |          |
| 6.       | Cathy Marino-Geers Traci Phillips                         | Egyesült Államok (USA)        | 1:53,52  |          |

### Elődöntő
Az elődöntő futamaiból az első négy helyezett, valamint a legjobb időt elérő ötödik helyezett jutott a döntőbe.
| Helyezés | Név                                                       | Nemzet                        | Idő      | Mj       |
| 1. futam | 1. futam                                                  | 1. futam                      | 1. futam | 1. futam |
| -------- | --------------------------------------------------------- | ----------------------------- | -------- | -------- |
| 1.       | Ramona Portwich Anke Nothnagel                            | Németország (GER)             | 1:40,50  | Q        |
| 2.       | Alison Herst Klara MacAskill                              | Kanada (CAN)                  | 1:42,30  | Q        |
| 3.       | Sanda Toma Carmen Simion                                  | Románia (ROU)                 | 1:42,35  | Q        |
| 4.       | Csao Hsziao-li (Zhao Xiaoli) Ning Meng-hua (Ning Menghua) | Kína (CHN)                    | 1:42,86  | Q        |
| 5.       | Jeanette Knudsen Yvonne Knudsen                           | Dánia (DEN)                   | 1:43,58  | q        |
| 6.       | Sabine Goetschy-Kleinhenz Bernadette Brégeon-Hettich      | Franciaország (FRA)           | 1:43,61  |          |
| 7.       | Anna Cox-Wood Kerri Randle                                | Ausztrália (AUS)              | 1:44,05  |          |
| 8.       | Irina Samoylova Galina Savenko                            | Egyesített Csapat (EUN)       | 1:45,20  |          |
| 9.       | Kobajasi Mijuki Mutó Keiko                                | Japán (JPN)                   | 1:46,38  |          |
| 2. futam |                                                           |                               |          |          |
| 1.       | Kőbán Rita Dónusz Éva                                     | Magyarország (HUN)            | 1:40,63  | Q        |
| 2.       | Susanne Gunnarsson Agneta Andersson                       | Svédország (SWE)              | 1:41,08  | Q        |
| 3.       | Izabela Dylewska Elżbieta Urbańczyk                       | Lengyelország (POL)           | 1:43,50  | Q        |
| 4.       | Belén Sánchez Joaquina Costa                              | Spanyolország (ESP)           | 1:44,54  | Q        |
| 5.       | Cathy Marino-Geers Traci Phillips                         | Egyesült Államok (USA)        | 1:45,50  |          |
| 6.       | Pavlína Jobánková Jitka Janáčková                         | Csehszlovákia (TCH)           | 1:45,95  |          |
| 7.       | Hege Brannsten Ingeborg Rasmussen                         | Norvégia (NOR)                | 1:47,48  |          |
| 8.       | Bonka Pindzseva Marija Kicsukova                          | Bulgária (BUL)                | 1:50,28  |          |
| 9.       | Lesley Carstens Dene Simpson                              | Dél-afrikai Köztársaság (RSA) | 1:54,80  |          |

### Döntő
| Helyezés | Név                                                       | Nemzet              | Idő     | Mj |
| -------- | --------------------------------------------------------- | ------------------- | ------- | -- |
| Arany    | Ramona Portwich Anke Nothnagel                            | Németország (GER)   | 1:40,29 |    |
| Ezüst    | Susanne Gunnarsson Agneta Andersson                       | Svédország (SWE)    | 1:40,41 |    |
| Bronz    | Kőbán Rita Dónusz Éva                                     | Magyarország (HUN)  | 1:40,81 |    |
| 4.       | Sanda Toma Carmen Simion                                  | Románia (ROU)       | 1:42,12 |    |
| 5.       | Alison Herst Klara MacAskill                              | Kanada (CAN)        | 1:42,14 |    |
| 6.       | Izabela Dylewska Elżbieta Urbańczyk                       | Lengyelország (POL) | 1:42,44 |    |
| 7.       | Csao Hsziao-li (Zhao Xiaoli) Ning Meng-hua (Ning Menghua) | Kína (CHN)          | 1:42,46 |    |
| 8.       | Jeanette Knudsen Yvonne Knudsen                           | Dánia (DEN)         | 1:43,98 |    |
| 9.       | Belén Sánchez Joaquina Costa                              | Spanyolország (ESP) | 1:44,96 |    |